# Christoffer Hiding
Christoffer Emil Hiding, född 25 december 1985 i Göteborg, uppvuxen i Alingsås, är en svensk sångare som deltog i Idol 2007 där han slutade på en sjätteplats. Den 2 april 2014 släppte han debutskivan Yes, Higher! på egna bolaget Chris Hiding Music.
Hiding medverkade tillsammans med Swingfly med låten "Me and My Drum" i Melodifestivalen 2011.
I början av 2012 bedrev Christoffer en lyckad kampanj på fundedbyme.com där han lyckades samla ihop 60.000 kr för att kunna finansiera sitt debutalbum.
Vid Scandinavian Soul Music Awards 2015 blev hans album Yes, Higher! utnämnt till årets bästa skiva. 
Christoffer Hiding har även turnerat flitigt med Oskar Linnros samt Benjamin Ingrosso. 
Under 2024 följde han upp debutalbumet med fyra singlar: Draw Me Closer 2.0 (feat. Chapee), My Darkest Hour, Deja Vu och Mer än livet. 
Hiding är bosatt i Alingsås.